# زیلپاترول
زیلپاترول (انگلیسی: Zilpaterol) زیلپاترول (زیلپاترول هیدروکلراید؛ با کد RU 42173) یک آگونیست آدرنرژیک β۲ است. این دارو تحت نام تجاری آن، Zilmax، برای افزایش اندازه گاوها و کارایی تغذیه آنها استفاده می‌شود. داروی Zilmax توسط Intervet، یکی از شرکت‌های تابعه مرک اند کو. تولید می‌شود و به‌عنوان «فناوری بهبود گوشت گاو» به بازار عرضه می‌شود. زیلپاترول معمولاً در سه تا شش هفته آخر زندگی گاو تغذیه می‌شود، با یک دوره کوتاه (سه روز در ایالات متحده) پیش از مرگ برای ترک، که به دارو اجازه می‌دهد عمدتاً از بافت‌های حیوان خارج شود.
نگرانی‌هایی در مورد تاثیر زیلپاترول بر طعم مطرح شده‌است. با این حال، مطالعات تأیید کرده‌اند که نرمی کلی، آبدار بودن، شدت طعم و طعم گوشت گاو در محدوده طبیعی مشاهده شده در صنعت گوشت گاو باقی می‌ماند و تفاوت‌ها کمتر از آن چیزی است که مصرف کننده می‌تواند تشخیص دهد. با این حال، چندین مطالعه نشان داده‌اند که استفاده از زیلپاترول منجر به افزایش اندازه، کارایی خوراک و ارزش می‌شود.
مرک گزارش داد که گاوهای تغذیه شده با زیلمکس در مقایسه با گاوهایی که از این دارو تغذیه نشده‌اند، گوشت گاو با تفاوت طعم یا کیفیت تولید نمی‌کنند، اما در جاهای دیگر، نگرانی‌هایی در مورد نرمی گوشت گاو مطرح شده‌است. مطالعات مختلف کاهش جزئی در حساسیت، افزایش نیروی برشی و درصد کمتر چربی عضلانی (ماربلینگ) را نشان داده‌اند.